# Terc-butylalkohol
terc-Butylalkohol (systematický název 2-methylpropan-2-ol) je nejjednodušší terciární alkohol, jeden ze čtyř izomerů butanolu.
Za pokojové teploty je pevnou látkou, neboť jeho teplota tání je mírně nad 25 °C.

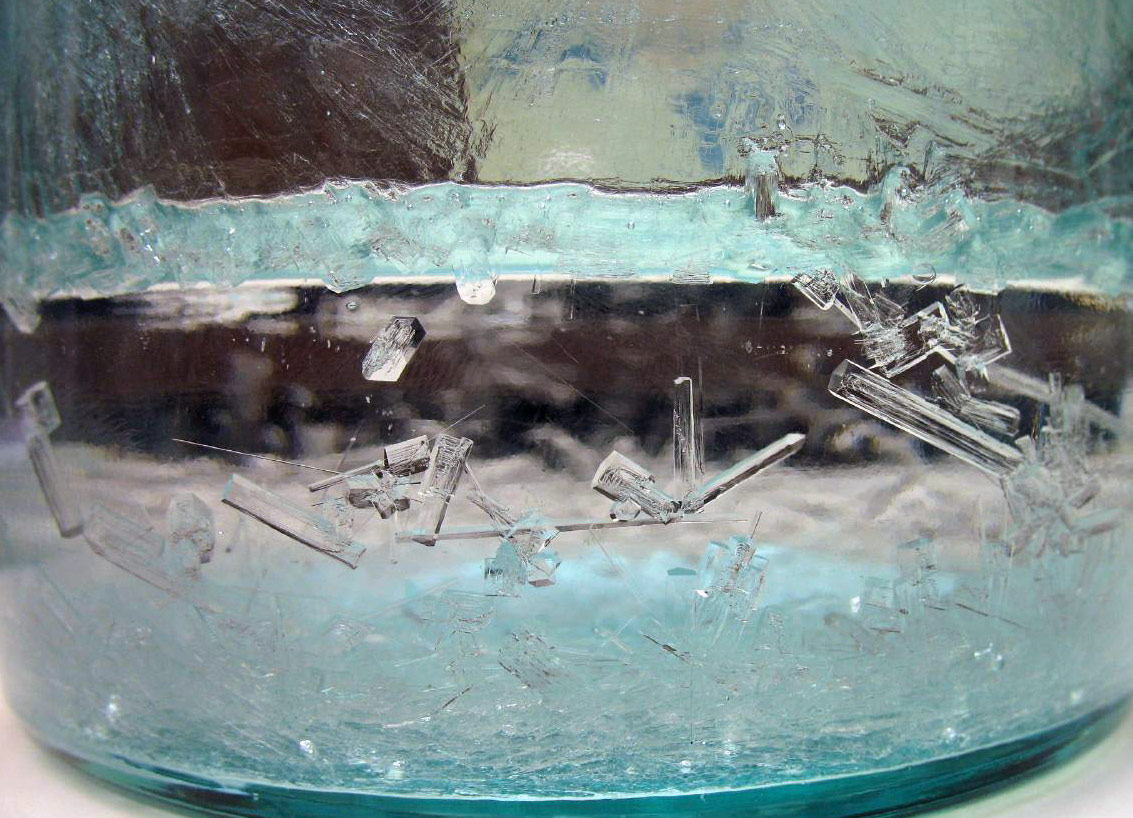
Částečně zkrystalizovaný terc-butanol

## Výskyt
terc-Butylalkohol byl nalezen v pivu a cizrně, ovšem jeho obsah nebyl zjištěn. Také se nachází v manioku jedlém, který se používá jako fermentační přísada v některých alkoholických nápojích.

## Výroba
terc-Butylalkohol se průmyslově vyrábí z isobutanu jako společný produkt výroby propylenoxidu.
Také jej lze vyrobit katalytickou hydratací isobutenu nebo Grignardovou reakcí acetonu a methylmagnesiumchloridu.

## Použití
terc-Butylalkohol se používá jako rozpouštědlo, jako denaturační činidlo pro výrobu denaturovaného ethanolu, jako přísada do odstraňovačů barev, ke zvyšování oktanového čísla benzinu. Je rovněž meziproduktem při výrobě dalších sloučenin, jako jsou MTBE, ETBE, TBHP a různé vůně a parfémy.

## Chemické vlastnosti
Jako terciární alkohol je terc-butylalkohol nezoxidovatelný, je také stabilnější a méně reaktivní než ostatní izomery butanolu i v dalších reakcích.
Když je deprotonován silnými zásadami, vzniká z něj alkoxidový anion, který se v tomto případě nazývá terc-butoxid, například často používané organické činidlo terc-butoxid draselný se připravuje reakcí suchého terc-butylalkoholu s kovovým draslíkem:
2 K + 2 tBuOH → 2 tBuO−K+ + H2.
Samotný terc-butoxid je také užitečný jako silná nenukleofilní zásada v organické chemii.

### Převod na alkylhalidy
terc-Butylalkohol reaguje s chlorovodíkem za vzniku terc-butylchloridu a vody.